# Fernand Fauconnier
Fernand Fauconnier (ur. 14 kwietnia 1890 w Maubeuge, zm. 28 kwietnia 1940 w Hautmont) – francuski gimnastyk, medalista olimpijski.
W 1920 r. reprezentował barwy Francji na letnich igrzyskach olimpijskich w Antwerpii, zdobywając brązowy medal w wieloboju drużynowym. 